# ГЕС Allal Al Fassi
ГЕС Allal Al Fassi — гідроелектростанція у північній частині Марокко. Розташована на північно-західному схилі Середнього Атласу на річці Себу, яка за середнім стоком займає перше місце в країні. Зі спорудженням У майбутньому вище за течією ГЕС El Menzel становитиме нижній ступінь у каскаді на Себу.
У межах проекту річку за 30 км на південний схід від Феса перекрили комбінованою земляною та кам'яно-накидною греблею висотою 67 метрів, яка утворила водосховище із площею поверхні 0,48 км2 та максимальним об'ємом 81 млн м3 (нормальний об'єм 64 млн м3). Від нього вода подається по дериваційному тунелю довжиною 15,5 км та діаметром 4,4 метра, прокладеному під хребтом, що відділяє долини Себу та її правої притоки уеду Inaouène. Тунель має пропускну здатність 38 м3/сек та завершується у накопичувальному резервуарі, який необхідний для подачі на турбіни заводу до 160 м3/сек. Від резервуару під землею прокладений трубопровід (всього відстань між греблею та машинним залом 19 км), який завершується балансувальною камерою баштового типу висотою 94 метри.
Після балансувальної камери подача води здійснюється через напірний водовід до машинного залу, спорудженого у підземному виконанні (колодязі діаметром 17 метрів та глибиною 32 метри для кожного з трьох гідроагрегатів) на південному березі водосховища ГЕС Ідріса І (40 МВт). Основне обладнання станції становлять три турбіни типу Френсіс потужністю по 82 МВт, які забезпечують виробництво 270 млн кВт-год електроенергії на рік.
Видача продукції відбувається по ЛЕП, що працює під напругою 225 кВ.